# Linda Byrne
Linda Byrne (ur. 13 maja 1986) – irlandzka lekkoatletka, specjalizująca się w biegach przełajowych oraz maratonie. Na tym dystansie wystąpiła podczas Letnich Igrzysk Olimpijskich 2012 w Londynie. Zajęła wtedy 66. miejsce.
Złota medalistka mistrzostw Irlandii.

## Rekordy życiowe
| Konkurencja           | Wynik    | Miejsce | Data                 |
| --------------------- | -------- | ------- | -------------------- |
| Bieg na 10 000 metrów | 35:15,28 | Ostrawa | 27 maja 2010         |
| Maraton               | 2:36:21  | Dublin  | 31 października 2011 |

## Najlepsze wyniki w sezonie
Maraton
| Rok  | Wynik   | Miejsce | Data            |
| ---- | ------- | ------- | --------------- |
| 2011 | 2:36:21 | Dublin  | 31 października |
| 2012 | 2:37:13 | Londyn  | 5 sierpnia      |